# Leo Heinrich Skrbensky
Leo Heinrich Skrbensky (Schreibweise auch Leo-Heinrich Skrbensky), eigentlich Leo-Heinrich Skrbensky von Hříště, tschechisch Lev Jindřich Skrbenský * 23. April 1905 in Aussig; † 8. Mai 1945 ebenda war ein tschechoslowakischer Freidenker, Redaktor und Sachbuchautor des 20. Jahrhunderts. Er selbst führte seit dem 31. August 1942 den frei übersetzten Namen Kirwein-Spielsdorf.

## Leben
Leo-Heinrich Skrbensky von Hříště war ein Sohn des Freiherrn Johann Nepomuk (Hans) Skrbenský von Hříště (1868–1954) und dessen Frau Gräfin Malvína von Kolowrat-Krakowský-Novohradský (1873–1932), die wiederum über ihre Eltern das Schloss Schönpriesen bei Aussig in die Familie einbrachte. Bis zur Enteignung 1945 bewohnte er diesen Familienbesitz.
Skrbensky promovierte 1928 an der Karls-Universität in Prag zum Dr. phil., verfasste zahlreiche Artikel für das Organ der Freidenker-Vereinigung der Schweiz und war Autor mehrerer Sachbücher.
Bekannt ist, dass er 1939 Aufsichtsratsmitglied der E. Heuer, Chemische Fabrik AG in Aussig war, ein Zweigwerk der in Dresden ansässigen Chemischen Fabrik Cotta E. Heuer in Dresden.
Leo-Heinrich Skrbensky von Hříště heiratete 1937 in Prag die aus Graz stammende Olga Luy, Tochter des Offiziers Eduard Luy und der Hedwig Stransky von Stranka und Greifenfels. Hedwig und Leo-Heinrich hatten keine Kinder. Hedwig Skrbensky von Hříště lebte in den 1950er Jahren als Witwe in München.
Leo-Heinrich Skrbensky von Hříště war ein Neffe des Kardinals Leo Skrbenský von Hříště (tschechisch Lev Skrbenský z Hříště). Seine Tanten hatten namhafte Ehepartner, Irene Skrbensky von Hříště war mit dem K. u. K. Generalmajor Adolf Freiherr von Stillfried und Rathenitz, Tante Marie mit dem K. u. K. Kammerherr sowie Feldmarschall-Lt. i. R. Matz Graf von Spiegelfeld. Sein war zuletzt K. u. K Kammerherr und Oberst i. R.

## Werke
- Die Kirche segnet den Eidbruch. Bern: Freigeistige Vereinigung der Schweiz, 1935. OCLC 253118973
- Katholikenspiegel. München: Reinhardt, 1935. OCLC 72131006
- Katholikentypen. Bern: Mettler & Salz, 1937.[11]
- Max Planck und die Willensfreiheit. Dresden: Verlagsgemeinschaft Natur und Geist, 1936. OCLC 72131012
- Religion und Oberschicht. Bern: Freigeistige Vereinigung der Schweiz, 1936. OCLC 72131014
- Sieben Leitsätze zur Frage „Gemeinschaft und Glaube“. Dresden: Beßner, 1936. OCLC 72131011
- Franz Brentano als Religionsphilosoph. Zürich: Literaturstelle der freigeistigen Vereinigung der Schweiz, 1937. OCLC 314480141

## Genealogie
- Gothaisches Genealogisches Taschenbuch der Freiherrlichen Häuser. Zugleich Adelsmatrikel der Deutschen Adelsgenossenschaft. Teil A (Uradel). 1942. 92. Jahrgang, Justus Perthes, Gotha 1941, S. 482.
- Hans Friedrich von Ehrenkrook, Carla von Ehrenkrook, Friedrich Wilhelm Euler, Jürgen von Flotow, Walter von Hueck, Johann Georg von Rappard, u. a.: Genealogisches Handbuch der Freiherrlichen Häuser. A. (Uradel). 1963. Band V, Band 30 der Gesamtreihe GHdA, Hrsg. Deutsches Adelsarchiv, C. A. Starke, Limburg an der Lahn 1963, S. 368.